# Касири-Мачо
Касири-Мачо (исп. Casiri Macho) — озеро, расположенное на востоке провинции Паринакота области Арика-и-Паринакота в Чили.
Это одно из самых высокогорных озёр в мире с высотой зеркала 4860 м над уровнем моря. Озеро расположено у подножья горных вершин Кондорири в 8,4 км на восток от долины реки Какена и в двух километрах восточнее озера Касири-Эмбра у границы с Боливией.
На юго-восток от озера высится величественный вулкан Померапе.
Посетить озеро можно с одной из туристических групп, отправляющихся из Арики.